# OP 매거진
OP 매거진(OP Magazine)은 1979년부터 1984년 미국 워싱턴주 올림피아에서 발행된 음악 팬진으로, 존 포스터가 창간하여 로스트 뮤직 네트워크(Lost Music Network, LMN)에서 출판했다. 때때로 LMNOP이라고도 불렸다. 카세트가 대중화되어 있던 시절 DIY 음악가들에게 홍보를 제공하는 역할로 유명했으며, 포스터, 토니 홀름, 다나 스콰이어스, 데이비드 라우가 공동으로 설립했다. OP 매거진은 "음악가가 쓴 음악에 대한 기사"를 강조했으며, 빅토리아 글래빈, 피터 갈런드, 유진 채드본, 래리 폴란스키 등이 정기적으로 잡지에 글을 기고했다.
포스터가 26호 이후 OP를 폐간했을 때(OP는 각 호마다 A부터 Z까지 알파벳으로 표기를 하고, 그 알파벳으로 시작하는 주제가 있었다), 컨퍼런스를 개최해 잡지에 대한 자원을 계속하는데 관심이 있는 사람들을 제공했다. 이로써 두 개의 잡지가 OP 매거진의 후신으로 등장했는데, 데이비드 치아파르디니는 사운드 초이스(Sound CHoice)를 창간해 1992년까지 발행했고, 스콧 베커와 리치 운테르베르거는 옵션을 창간해 1998년까지 발행했다. 포스터, 홀름, 라우는 올림피아에 기반을 둔 라디오 방송국 KXXO에서 일하고 있다.